# Brîndușa Armanca
Brîndușa Armanca (n. 1954) este o ziaristă și profesoară universitară din Timișoara.

## Biografie
A lucrat la revistele "Expres", "Orizont", "Averea". A fost director coordonator editorial la Grupul de presă "Ziua". 
Între 1997-2003 a fost directoare a studioului din Timișoara a TVR, iar între 1997-1999 a fost membră a Comitetului Director al Societății Române de Televiziune. A fost concediată de la TVR Timișoara în urma unei altercații cu noul director, prilej cu care mai multe organizații civice și-au exprimat sprijinul față de ea. Brîndușa Armanca a dat TVR în judecată obținînd anularea desfacerii contractului de muncă și peste 1 miliard de lei vechi despăgubiri. 
Ea a predat jurnalistică la Universitatea de Vest din Timișoara. În 2005 a fost propusă pentru funcția de directoare a TVR, dar pînă la urmă n-a mai avut sprijinul politic necesar. 
Brîndușa Armanca  a fost directoare a filialei Institutului Cultural Român de la Budapesta din 2006 pînă în 2012.

## Opera

### Volume publicate
- Televiziunea regională în România (2002)
- Ghid de comunicare pentru jurnaliști și purtători de cuvînt (2002)
- Mesajul lui Crypto (2005) - ISBN: 9789736691737
- Media culpa (2006) - ISBN: 5948486003472
- Frontieristii. Istoria recenta in mass-media (2011) - ISBN: 9786065881181
- Dalnic. Istorii nespuse din satul lui Doja, scrisă împreună cu Gazda Arpad (2016) - ISBN: 9786065888920
  - Storytelling in Dalnic Village. Reporters in Szeklerland, scrisă împreună cu Gazda Arpad, publicată în engleză (2017) ISBN: 9786065889330

### Filme
În 2001 Brândușa Armanca a realizat la TVR Timișoara documentarul „Timișoara rozelor”, film care reconstituie istoria horticulturii și povestea florarilor din Timișoara de la final de secol XIX, început de secol XX.
În 2023 realizează împreună cu Judith Klein filmul documentar „În căutarea Hertei Müller. Literatura salvată”, un film în care cei doi elevi de la Liceul „Nikolaus Lenau” din Timișoara pornesc  pe urmele scriitoarei Herta Müller.

## Premii[10]
- 2005 - Premiul "Pro Amiciția" al Asociației Ziariștilor Maghiari din România
- 2004 - Premiul APTR pentru cooperare europeană pentru Timișoara. "Fețele orașului"; Premiul special ORIFLAME
- 2003 - Premiul pentru portret la Festivalul ETNOS - Bacău pentru filmul "Uzdinul Mariei Bălan"
- 2002 - Premiul pentru cel mai bun portret <Ava, mai mult decat un portret> oferit de Asociația Profesioniștilor de Televiziune din România (APTR)
- Premiul de excelență culturală oferită de Austrian Airlines
- Special Commendation for <Boemă de Timișoara> la PRIX CIRCOM Regional
- Premiul ptr. <Ava, mai mult decît un portret> la Festivalul Internațional "Plaiul meu natal" Ujgorod (Ucraina)
- 2001 - Premiul pentru cel mai bun scenariu acordat filmului <Vin cangurii> la Festivalul Internațional EKO, Ohrid (Macedonia)
- Premiul de excelență a Confederației Internaționale a Jurnaliștilor
- Premiul "Culture-Dialog" al Centrului Cultural Francez Timișoara pentru organizarea Festivalului TeleVest
- Diploma de merit a Uniunii Culturale a Românilor din Ungaria pentru transmiterea obiectivă în mass media a situației românilor din Ungaria
- 2000 - Premiul Asociației Presei Timișorene pentru organizarea TELEVEST
- 1999 - Premiul APTR pentru portret acordat documentarului "HOLI"
- 1998 - Marele Premiu și trofeul TeleVest pentru filmul "Timișoara, mica Vienă"
- 1998 - Diploma de onoare "Brainstorm" pentru contribuția adusă la dezvoltarea învățămîntului academic jurnalistic în Romania și Republica Moldova (Chișinău)
- 1995 - Premiul asociației "Memorialul Revoluției" pentru jurnalism în slujba adevărului
- 1994 - Premiul "Diogene" pentru jurnalism radio la "Europa liberă"
- 1983 - Premiul Asociației Scriitorilor Timișoara și al revistei "Orizont" pentru critică literară